# Eberhard Godt
Eberhard Godt (15 de Agosto de 1900 - 13 de Setembro de 1995) foi um comandante de U-Boot que serviu na Kriegsmarine durante a Segunda Guerra Mundial.